# Mutimir Vlastimirović
Mutimir Vlastimirović o Mutimir I de Serbia (en latín: Muntimer; serbio cirílico: Мутимир) fue un knez serbio que gobernó en el s. IX las tierras serbias de Rascia desde 851 hasta 892. Era el hijo mayor del knez Vlastimir, considerado el tataranieto del Arconte desconocido, y fue el primer soberano serbio en aceptar el cristianismo.

## Guerra con Bulgaria
En 852 Mutimir, junto con sus hermanos Strojimir y Gojnik, derrotó al ejército enviado por el zar Boris I de Bulgaria, capturando además a su hijo Vladimir y a 12 boyardos búlgaros. Este hecho obligó al zar Boris I a firmar la paz con los serbios, estableciendo con ellos una nueva alianza.
Poco después, los dos hermanos más jóvenes conspiraron contra su hermano Mutimir después de que éste hubiera reducido su poder. Mutimir aplastó la rebelión, y los dos hermanos fueron exiliados a la corte búlgara. No obstante, mantuvo a su sobrino Petar, hijo de Gojnik, en la corte.

## Cristianización

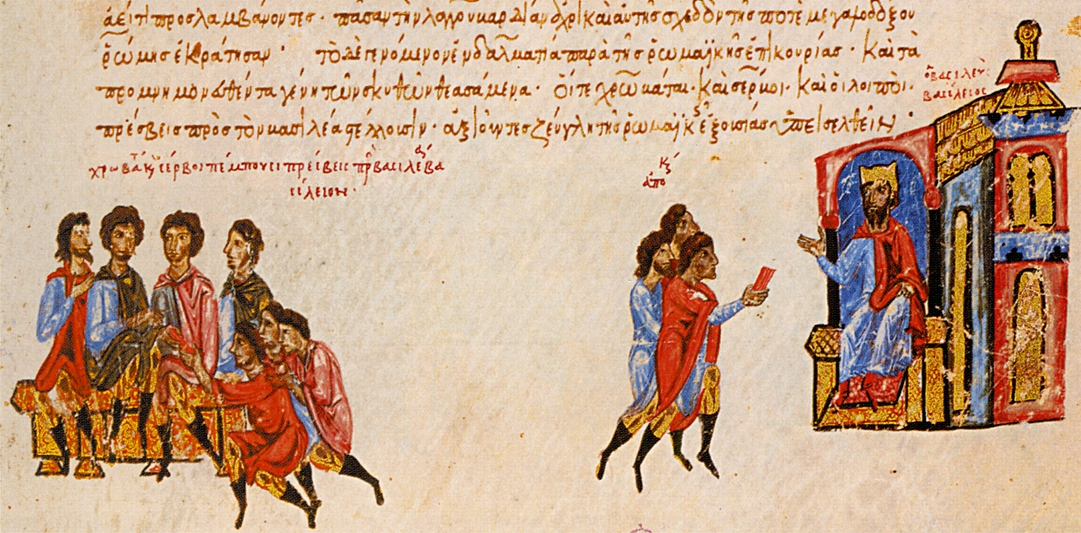
Una delegación de emisarios serbios y croatas se reúne con Basilio I. Madrid Skylitzes, fol. 96r. Biblioteca Nacional de España

En 869, las flotas de Zahumlia, Travunia y Konavle acudieron a combatir a los sarracenos, que habían atacado la ciudad de Ragusa, respondiendo a la solicitud del emperador bizantino Basilio I, que les había demandado su apoyo.
Con el aumento de la influencia bizantina en la zona, Mutimir aceptó su soberanía durante el gobierno de Basilio I (867-886). Además, aceptó ser bautizado por los misioneros Cirilo y Metodio, que fueron enviados por Basilio, siendo el primer soberano serbio en adoptar el cristianismo. En 873, los serbios habían sido completamente cristianizados, influyendo en la adopción por su parte de nombres teofóricos, como Stefan (Esteban), Petar (Pedro) o Pavle (Pablo). Mantuvieron la comunión con la Iglesia oriental cuando el Papa Juan VIII les invitó a reconocer la jurisdicción del obispado de Sirmio. Los serbios adoptaron la liturgia eslava en lugar de la griega, y fundaron el obispado de Stari Ras en 871, confirmado por el Concilio de Constantinopla de 879–880.
En sus últimos años, Mutimir aún rechazó un nuevo ataque del Imperio búlgaro hacia 880. Su fallecimiento se produjo hacia 892, siendo enterrado en la Iglesia de San Pedro de Ras, y sustituido en el trono por su hijo Pribislav, que no obstante sería derrocado un año más tarde por su primo Petar Gojniković.